# Ярынич, Валерий Евгеньевич
Валерий Евгеньевич Яры́нич (1937, Кронштадт — 13 декабря 2012) — военный, полковник в отставке, кандидат военных наук, профессор Российской академии военных наук, заведующий отделом Института США и Канады РАН. С июня 2001 по 2012 год — профессор Калифорнийского университета Сан-Бернардино. Человек, который впервые рассказал всему миру о сверхсекретном проекте «Периметр».

## Биография
Валерий Евгеньевич Ярынич родился в 1937 году в Кронштадте. С отличием окончил Военную академию связи в Ленинграде.
Став лейтенантом, поступил на службу на узле связи Кировского ракетного корпуса. За годы службы он дошел до уровня заместителя начальника Войск связи РВСН.
Во время службы в Центре оперативно-стратегических исследований Генерального штаба Вооруженных сил СССР В. Ярынич защитил кандидатскую диссертацию.
С 2005 года работал в Институте США и Канады РАН. Среди бывших военнослужащих в ИСКРАН оказался единственным, кто выучил английский язык на должном уровне и читал лекции в американском университете.

Скончался 13 декабря 2012 года.

## Публикации
- «Оценка гарантии» (1994)

Автор ряда статей в российских и зарубежных газетах и журналах. Среди них:
- Система управления стратегическими ядерными силами США
- Вероятность, которая сдерживает
- Проблемы СНВ-ПРО нет. (недоступная ссылка) // Отечественные записки. — № 8 за 2002 г.
- Без права верить. (недоступная ссылка) // Отечественные записки. — № 2 за 2003 г.
- Проблема не для узкого круга. Вопросы ядерного сдерживания должны решаться на основе всем понятных и доступных методик
- БЮДЖЕТ ПЕНТАГОНА: ВЧЕРА, СЕГОДНЯ, ЗАВТРА[4]
- БЮДЖЕТ ПЕНТАГОНА И «МИССИЯ» АМЕРИКИ[4]
- Динамика военного бюджета США[4]

## Конференции
Участвовал в ряде конференций, среди них:
- Российско-американский семинар «Терроризм и оружие массового поражения (ОМП)»[5]. 28-29 марта 2007